# ESP-Disk
ESP-Disk ist ein US-amerikanisches Independent-Label, das in der Frühzeit des Free Jazz wichtige Aufnahmen dokumentierte.

## Geschichte des Labels
ESP-Disk wurde 1964 vom Juristen Bernard Stollman (1929–2015) in New York City gegründet, um auf der Kunstsprache Esperanto basierende Lieder zu veröffentlichen. Die zweite ESP-Veröffentlichung war jedoch bereits ein Jazz-Album,  Albert Aylers Spiritual Unity, das ebenso wie sein New York Eye and Ear Control ein einflussreiches Album des freien Jazz werden sollte. Auf ESP erschienen außerdem Alben von Ornette Coleman (The Town Hall Concert), Pharoah Sanders (der sein Schallplattendebüt bei ESP hatte), Milford Graves (Percussion Ensemble, 1965), Giuseppi Logan, Sun Ra (The Heliocentric Worlds of Sun Ra, Vol. 1/Vol. 2), Ronnie Boykins, Marion Brown, Sonny Simmons, Paul Bley, Ran Blake, Patty Waters oder Gato Barbieri.
Weiterhin veröffentlichte ESP auch Aufnahmen des Underground Rock, wie Platten von Jimi La Lumia & the Psychotic Frogs, The Fugs, The Godz und Pearls Before Swine.
ESP kämpfte ständig mit finanziellen Schwierigkeiten. Auf der einen Seite ließ Stollman die Künstler allein entscheiden, was auf ihren Alben veröffentlicht wurde, andererseits sollen zum Teil keinerlei Tantiemen an seine Musiker geflossen sein. Viele Künstler waren nicht glücklich mit ihren Abmachungen mit Stollman. Stollman selbst behauptete, die rechtliche Lage in den USA sei für sein Label ungünstig gewesen, was zu Raubkopien seiner besten Schallplatten geführt hätte, was aber nicht nachprüfbar ist. Der spätere Manager Tom Abbs versuchte, die Tantiemen bis in die 1960er hinein den Musikern später nachzuzahlen.
Der komplette Label-Katalog ist heute wieder erhältlich.
Auf ESP erschienen auch Wieder- und Neuveröffentlichungen historischer Aufnahmen von Billie Holiday, Charlie Parker und Bud Powell.
Ab den 2000er-Jahren erschienen auf ESP-Disk u. a. Aufnahmen von Fay Victor’s SoundNoiseFUNK, der Gruppe Painted Faces um David Drucker, Peter Lemer, des Flow Trio mit Joe McPhee, Raymond Byron, Matthew Shipp Trio (World Construct), William Parker/Patricia Nicholson (No Joke!), des Jazzensemble The Red Microphone um John Pietaro und von WeFreeStrings um Melanie Dyer.